# Worobża (rejon sudżański)
Worobża (ros. Воробжа) – wieś (ros. село, trb. sieło) w zachodniej Rosji, centrum administracyjne sielsowietu worobżańskiego w rejonie sudżańskim obwodu kurskiego.

## Geografia
Miejscowość położona jest nad rzeką Worobża, 16 km od centrum administracyjnego rejonu (Sudża), 80 km od Kurska.
W granicach miejscowości znajdują się ulice: Centralnaja, Pierwomajskaja, Worobjewa.

## Demografia
W 2010 r. miejscowość zamieszkiwało 251 osób.